# Verticordia
Die Verticordia, selten Federblütensträucher genannt, sind eine Pflanzengattung in der Familie der Myrtengewächse (Myrtaceae). Die etwa 101 Arten kommen nur in den australischen Bundesstaaten Western Australia und Northern Territory vor.

## Beschreibung und Ökologie
Verticordia-Arten sind immergrüne Sträucher oder selten Bäume, die Wuchshöhen von 1 bis selten 7 m erreichen. Alle Pflanzenteile enthalten ätherische Öle. Die gegenständig und selten wirtelig am Zweig angeordneten Laubblätter sind einfach, können winzig bis mittelgroß sein und haben einen glatten Blattrand. Nebenblätter sind keine vorhanden.
Die Blüten stehen einzeln oder zu wenigen in unterschiedlich aufgebauten Blütenständen zusammen. Die zwittrigen und fünfzähligen Blüten sind radiärsymmetrisch bis stark zygomorph. Es sind 20 Staubblätter vorhanden, von denen nur meist zehn, selten fünf, fertil sind. Zwei Fruchtblätter sind zu einem unterständigen Fruchtknoten verwachsen mit einem Griffel und einer Narbe. Die Bestäubung erfolgt durch Insekten (Entomophilie) oder Vögel (Ornithophilie).
Sie bilden trockene einkammerige Früchte enthalten meist nur einen, selten zwei Samen.

## Systematik und Verbreitung

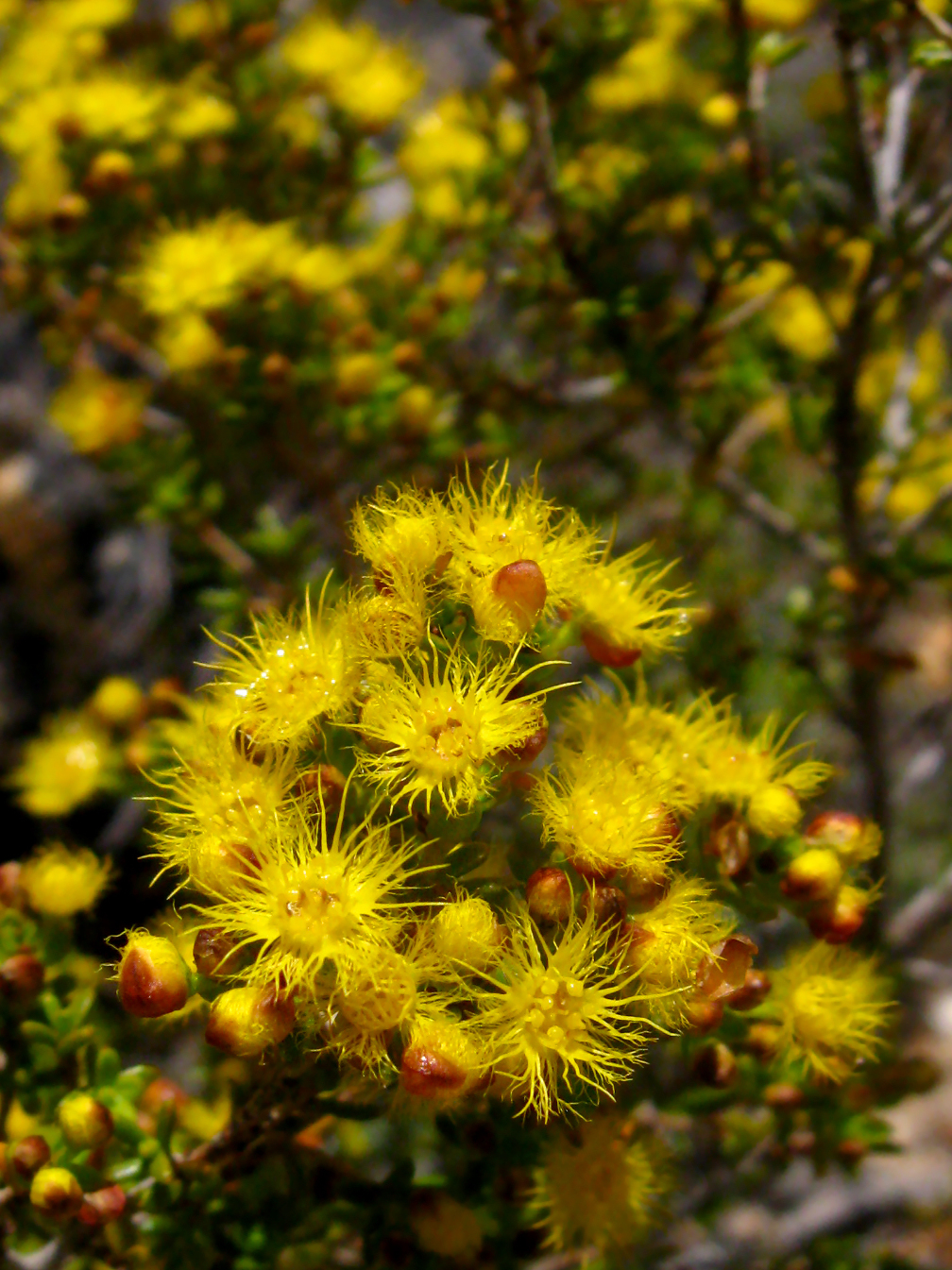
Untergattung Chrysocoma Sektion Chrysocoma: Blütenstand von Verticordia acerosa

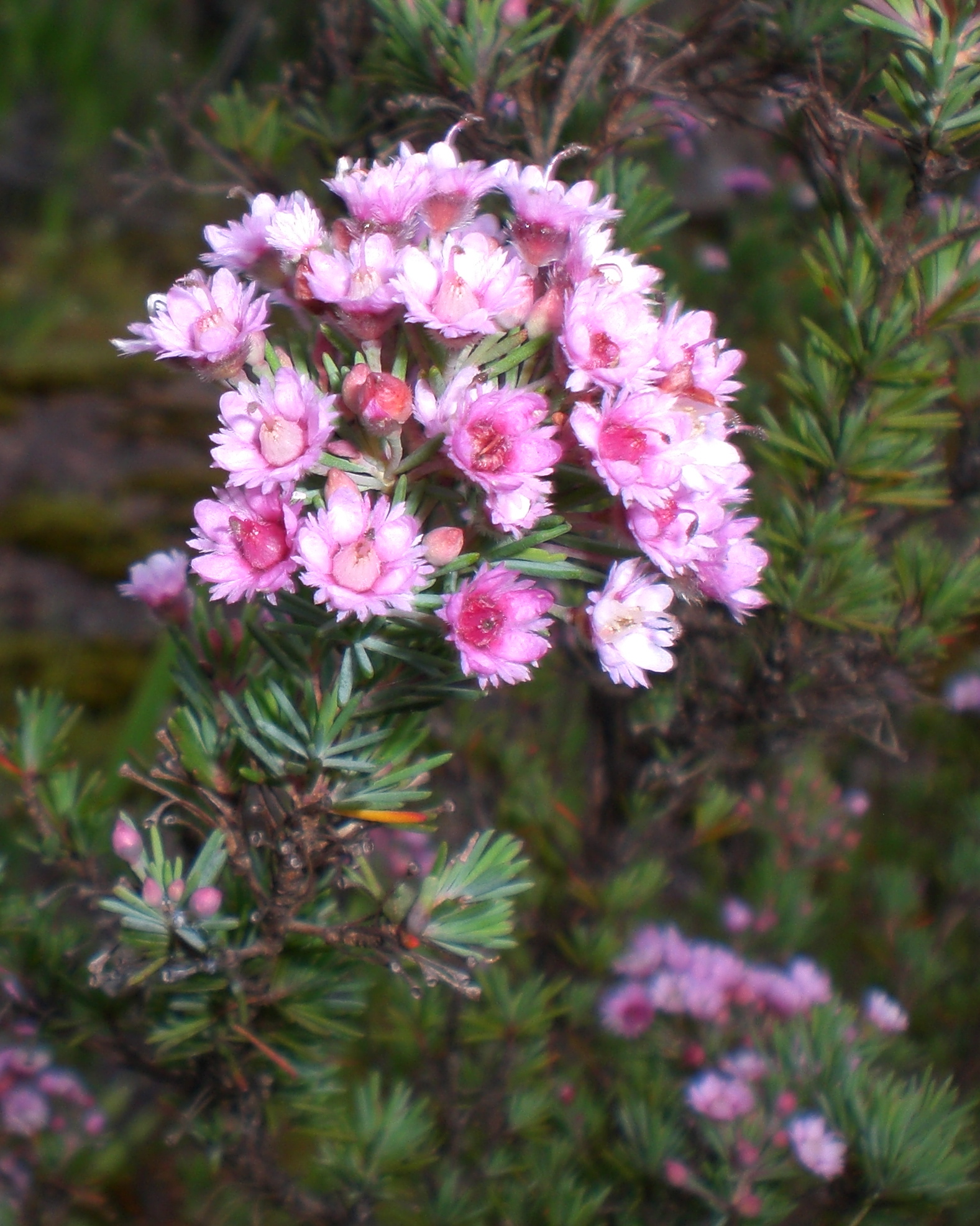
Untergattung Verticordia Sektion Verticordia: Verticordia plumosa

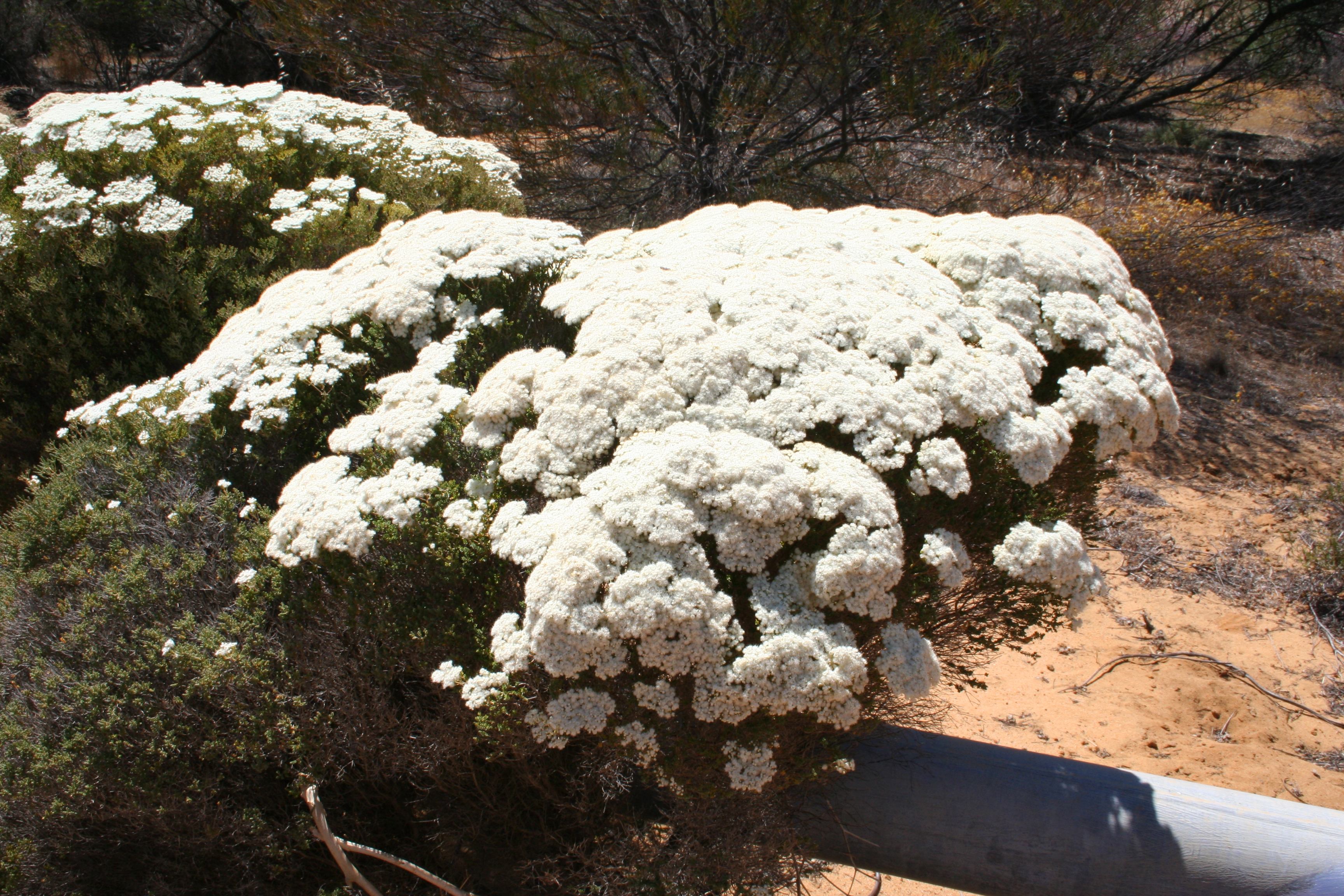
Untergattung Verticordia Sektion Corymbiformis: Habitus und Blütenstände von Verticordia eriocephala

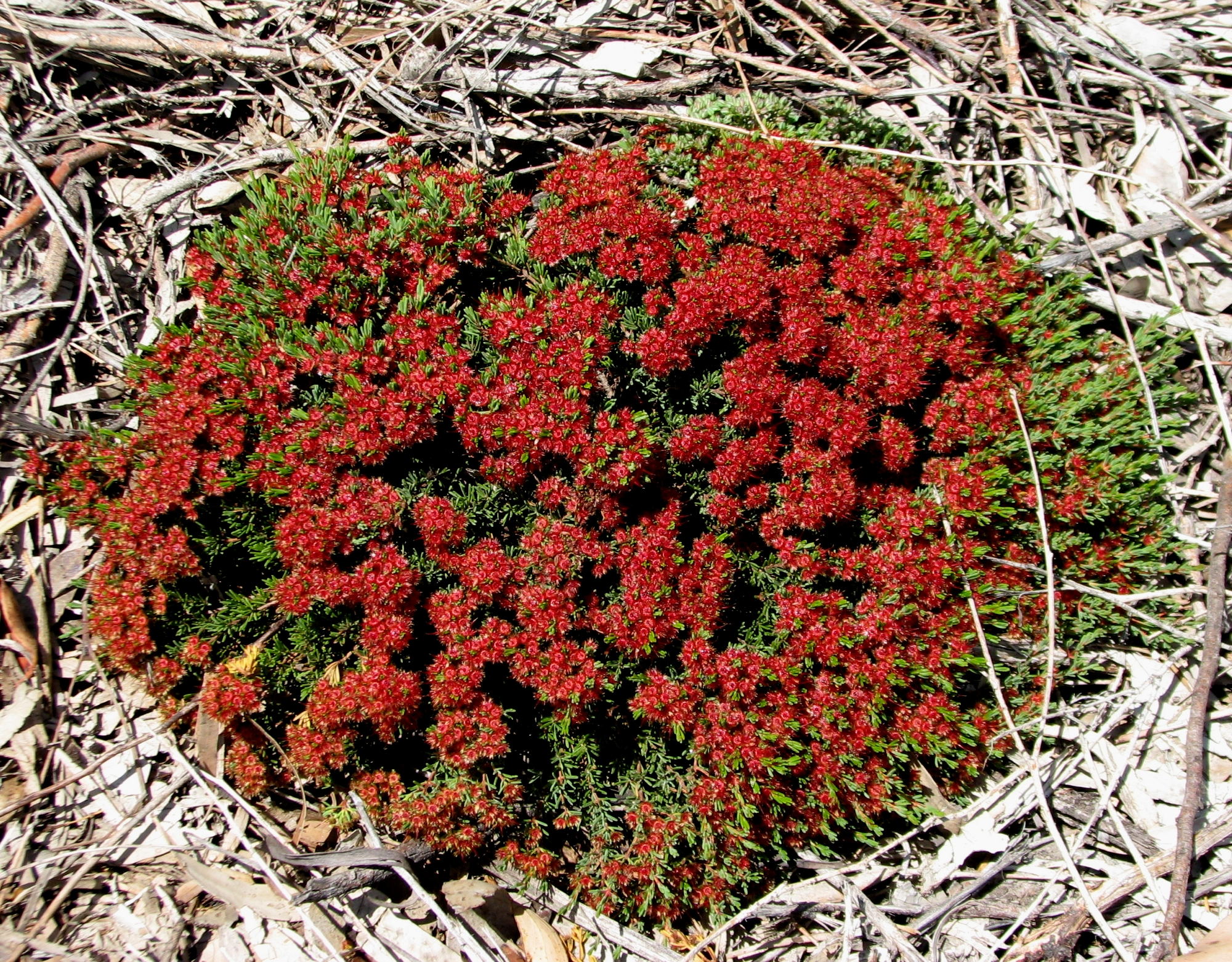
Untergattung Verticordia Sektion Micrantha: Verticordia fastigiata

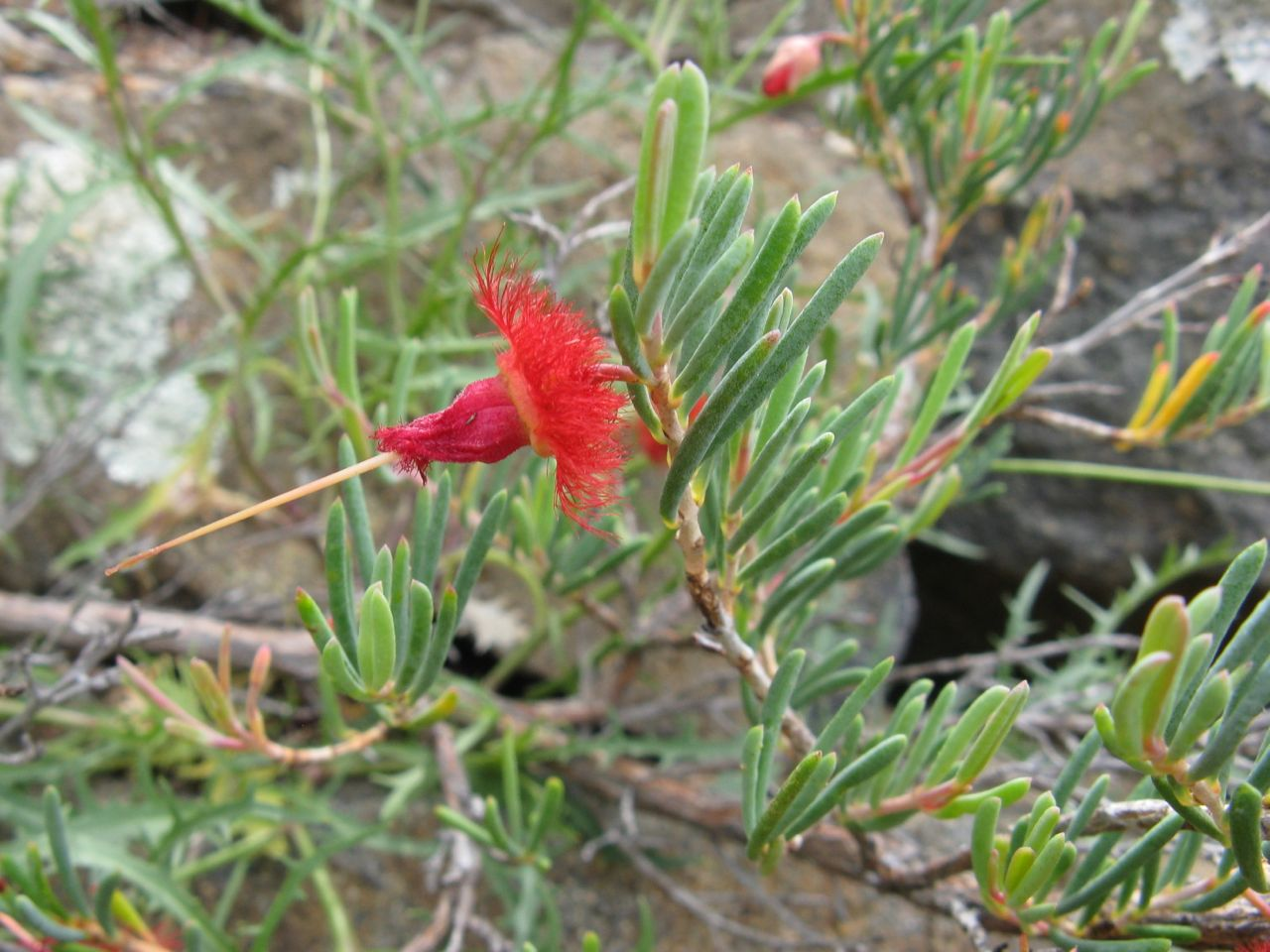
Untergattung Verticordia Sektion Intricata: Verticordia mitchelliana

Der botanische Gattungsname leitet sich aus dem Lateinischen Verticordia ab:

„Beiname der Venus, die Lenkerin der Herzen; ihr ward ein Tempel erbaut, als drei Vestalinnen zugleich gefallen waren, damit sie die Herzen der Frauen von der Unkeuschheit abwenden möchte. Um diesen Tempel zu weihen und das Bild der Göttin aufzustellen, wurden aus hundert der anerkannt keuschesten Frauen zehn durch's Loos erwählt, die dann aus ihrer Mitte Eine ernannten, und zwar Sulpicia, Gemahlin des Fulvius Flaccus.“

Das Verbreitungsgebiet der Gattung Verticordia liegt im nördlichen, östlichen und südwestlichen Australien. Verticordia-Arten kommen nur in den australischen Bundesstaaten Western Australia (nur eine Art nicht) und Northern Territory (nur drei Arten) vor. Sie gedeihen im mediterranen Klima.
Nach der Revision der Gattung Verticordia 1991 durch A. S. George wird sie in drei Untergattungen mit 24 Sektionen gegliedert und enthält etwa 101 Arten:

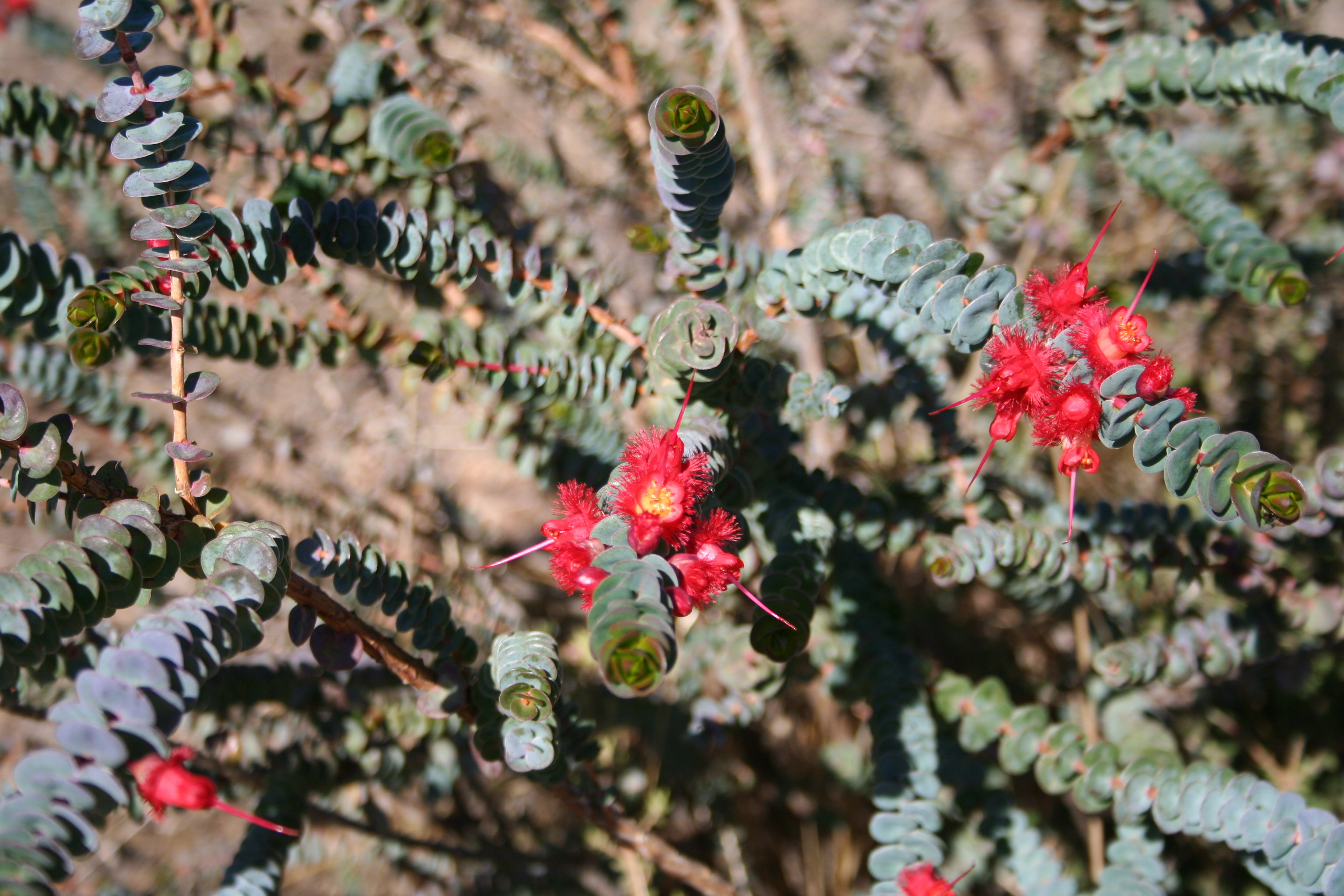
Untergattung Eperephes Sektion Pennuligera: Verticordia grandis

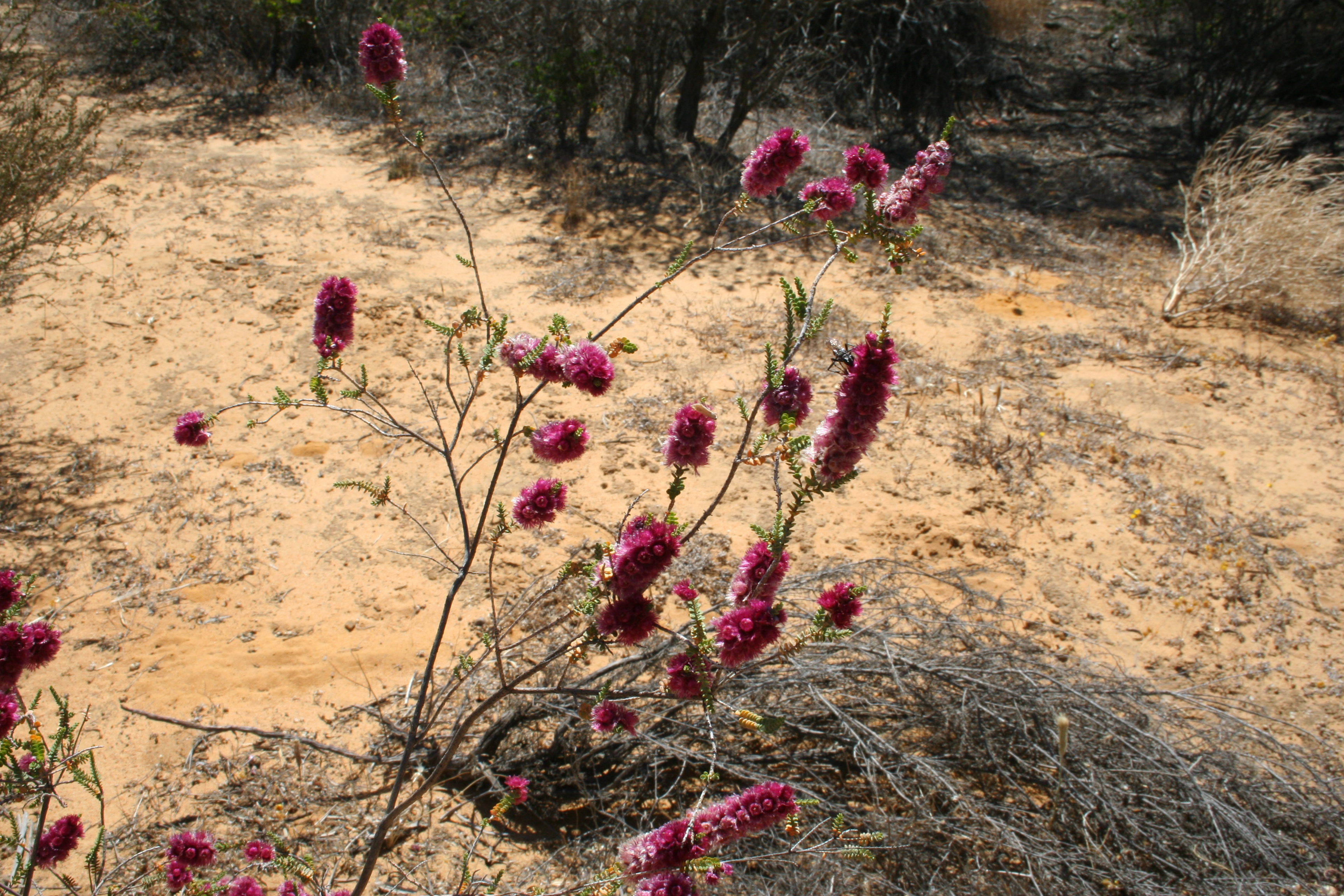
Untergattung Eperephes Sektion Pennuligera: Verticordia venusta

- Verticordia Untergattung Chrysoma Schauer: Sie enthält sieben Sektionen:
  - Verticordia Sektion Chrysoma (Schauer) A.S.George:
    - Verticordia acerosa Lindl.: Sie kommt nur in Western Australia vor.[5]
    - Verticordia citrella A.S.George: Sie kommt nur in Western Australia vor.[5]
    - Verticordia endlicheriana Schauer: Sie kommt mit fünf Varietäten nur in Western Australia vor.[5]
    - Verticordia subulata A.S.George: Sie kommt nur in Western Australia vor.[5]

  - Verticordia Sektion Jugatae A.S.George
    - Verticordia amphigia A.S.George: Sie kommt nur in Western Australia vor.[5]
    - Verticordia brevifolia A.S.George: Sie kommt mit zwei Varietäten nur in Western Australia vor.[5]
    - Verticordia chrysantha Endl.: Sie kommt nur in Western Australia vor.[5]
    - Verticordia chrysanthella A.S.George: Sie kommt nur in Western Australia vor.[5]
    - Verticordia coronata A.S.George: Sie kommt nur in Western Australia vor.[5]
    - Verticordia galeata A.S.George: Sie kommt nur in Western Australia vor.[5]
    - Verticordia laciniata A.S.George: Sie kommt nur in Western Australia vor.[5]

  - Verticordia Sektion Unguiculatae A.S.George
    - Verticordia grandiflora Endl.: Sie kommt nur in Western Australia vor.[5]
    - Verticordia nobilis Meisn.: Sie kommt nur in Western Australia vor.[5]
    - Verticordia rutilastra A.S.George: Sie kommt nur in Western Australia vor.[5]

  - Verticordia Sektion Sigalantha A.S.George
    - Verticordia integra A.S.George: Sie kommt nur in Western Australia vor.[5]
    - Verticordia serrata (Lindl.) Schauer: Sie kommt nur in Western Australia vor.[5]

  - Verticordia Sektion Chrysorhoe (Lindl.) A.S.George
    - Verticordia aurea A.S.George: Sie kommt nur in Western Australia vor.[5]
    - Verticordia nitens (Lindl.) Endl.: Sie kommt nur in Western Australia vor.[5]
    - Verticordia patens A.S.George: Sie kommt nur in Western Australia vor.[5]

  - Verticordia Sektion Cooloomia A.S.George
    - Verticordia cooloomia A.S.George: Sie kommt nur in Western Australia vor.[5]

  - Verticordia Sektion Synandra A.S.George
    - Verticordia staminosa C.A.Gardner & A.S.George: Sie kommt mit drei Varietäten nur in Western Australia vor.[5] Sie gelten als „Endangered“ = „stark gefährdet“.[6]
- Verticordia Untergattung Verticordia DC.: Sie enthält elf Sektionen:
  - Verticordia Sektion Verticordia
    - Verticordia crebra A.S.George: Sie kommt nur in Western Australia vor.[5]
    - Verticordia fimbrilepis Turcz.: Sie kommt mit zwei Varietäten nur in Western Australia vor.[5] Eine gilt als „Endangered“ = „stark gefährdet“.[6]
    - Verticordia harveyi Benth.: Sie kommt nur in Western Australia vor.[5]
    - Verticordia helichrysantha F.Muell. ex Benth.: Sie kommt nur in Western Australia vor.[5]
    - Verticordia pityrhops A.S.George: Sie kommt nur in Western Australia vor.[5] Sie gilt als „Endangered“ = „stark gefährdet“.[6]
    - Verticordia plumosa (Desf.) Druce: Sie kommt mit acht Varietäten nur in Western Australia vor.[5] Drei gelten als „Endangered“ = „stark gefährdet“.[6]
    - Verticordia sieberi Diesing ex Schauer: Sie kommt mit vier Varietäten nur in Western Australia vor.[5]
    - Verticordia stenopetala Diels: Sie kommt nur in Western Australia vor.[5]

  - Verticordia Sektion Corymbiformes A.S.George
    - Verticordia brownii (Desf.) A.Cunn. ex DC.: Sie kommt nur in Western Australia vor.[5]
    - Verticordia capillaris A.S.George: Sie kommt nur in Western Australia vor.[5]
    - Verticordia densiflora Lindl.: Sie kommt mit fünf Varietäten nur in Western Australia vor.[5] Eine gilt als „Endangered“ = „stark gefährdet“.[6]
    - Verticordia eriocephala A.S.George: Sie kommt nur in Western Australia vor.[5]
    - Verticordia polytricha Benth.: Sie kommt nur in Western Australia vor.[5]

  - Verticordia Sektion Micrantha A.S.George
    - Verticordia fastigiata Turcz.: Sie kommt nur in Western Australia vor.[5]
    - Verticordia minutiflora F.Muell.: Sie kommt nur in Western Australia vor.[5]

  - Verticordia Sektion Infuscatae A.S.George
    - Verticordia longistylis A.S.George: Sie kommt nur in Western Australia vor.[5]
    - Verticordia oxylepis Turcz.: Sie kommt nur in Western Australia vor.[5]

  - Verticordia Sektion Elachoschista A.S.George: Sie enthält nur eine Art:
    - Verticordia verticordina (F.Muell.)A.S.George: Sie kommt nur in Western Australia vor.[5]

  - Verticordia Sektion Penicillares A.S.George
    - Verticordia dasystylis A.S.George: Sie kommt mit drei Varietäten nur in Western Australia vor.[5]
    - Verticordia penicillaris F.Muell.: Sie kommt nur in Western Australia vor.[5]

  - Verticordia Sektion Pilocosta A.S.George
    - Verticordia brachypoda Turcz.: Sie kommt nur in Western Australia vor.[5]
    - Verticordia huegelii Endl.: Sie kommt mit vier Varietäten nur in Western Australia vor.[5]
    - Verticordia multiflora Turcz.: Sie kommt mit zwei Varietäten nur in Western Australia vor.[5]

  - Verticordia Sektion Catocalypta (Schauer) Meisn.
    - Verticordia apecta Eliz.George & A.S.George: Sie kommt nur in Western Australia vor.[5] Sie gilt als „Critically Endangered“ = „vom Aussterben bedroht“.[6]
    - Verticordia habrantha Schauer (Syn.: Verticordia brachystylis F.Muell., Verticordia umbellata Turcz.): Sie kommt nur in Western Australia vor.[5]
    - Verticordia inclusa A.S.George: Sie kommt nur in Western Australia vor.[5]
    - Verticordia insignis Endl.: Sie kommt mit drei Varietäten nur in Western Australia vor.[5]
    - Verticordia lehmannii Schauer: Sie kommt nur in Western Australia vor.[5]
    - Verticordia pritzelii Diels: Sie kommt nur in Western Australia vor.[5]
    - Verticordia roei Endl.: Sie kommt mit zwei Varietäten nur in Western Australia vor.[5]

  - Verticordia Sektion Platandra A.S.George: Sie enthält nur eine Art:
    - Verticordia gracilis A.S.George: Sie kommt nur in Western Australia vor.[5]

  - Verticordia Sektion Reconditae A.S.George: Sie enthält nur eine Art:
    - Verticordia humilis Benth.: Sie kommt nur in Western Australia vor.[5]

  - Verticordia Sektion Intricatae A.S.George
    - Verticordia mitchelliana C.A.Gardner: Sie kommt mit zwei Varietäten nur in Western Australia vor.[5]
    - Verticordia monadelpha Turcz.: Sie kommt mit zwei Varietäten nur in Western Australia vor.[5]
    - Verticordia pulchella A.S.George: Sie kommt nur in Western Australia vor.[5]

- Verticordia Untergattung Eperephes A.S.George: Sie enthält sechs Sektionen:
  - Verticordia Sektion Integripetalae A.S.George
    - Verticordia helmsii S.Moore: Sie kommt nur in Western Australia vor.[5]
    - Verticordia interioris C.A.Gardner ex A.S.George: Sie kommt nur in Western Australia vor.[5]
    - Verticordia mirabilis Eliz.George & A.S.George: Sie kommt nur in Western Australia vor.[5]
    - Verticordia picta Endl.: Sie kommt nur in Western Australia vor.[5]
    - Verticordia rennieana F.Muell. & Tate: Sie kommt nur in Western Australia vor.[5]

  - Verticordia Sektion Tropicae A.S.George
    - Verticordia cunninghamii Schauer: Sie kommt in Western Australia und Northern Territory vor.[5]
    - Verticordia decussata S.T.Blake ex Byrnes: Sie kommt nur in Northern Territory vor.[5]
    - Verticordia verticillata Byrnes: Sie kommt in Western Australia und Northern Territory vor.[5]

  - Verticordia Sektion Jamiesonianae A.S.George: Sie enthält nur eine Art:
    - Verticordia jamiesonii F.Muell.: Sie kommt nur in Western Australia vor.[5]

  - Verticordia Sektion Verticordella Meisn.
    - Verticordia attenuata A.S.George: Sie kommt nur in Western Australia vor.[5]
    - Verticordia auriculata A.S.George: Sie kommt nur in Western Australia vor.[5]
    - Verticordia bifimbriata A.S.George: Sie kommt nur in Western Australia vor.[5]
    - Verticordia blepharophylla A.S.George: Sie kommt nur in Western Australia vor.[5]
    - Verticordia carinata Turcz.: Sie kommt nur in Western Australia vor.[5]
    - Verticordia centipeda A.S.George: Sie kommt nur in Western Australia vor.[5]
    - Verticordia drummondii Schauer: Sie kommt nur in Western Australia vor.[5]
    - Verticordia halophila A.S.George: Sie kommt nur in Western Australia vor.[5]
    - Verticordia hughanii F.Muell.: Sie kommt nur in Western Australia vor.[5] Sie gilt als „Endangered“ = „stark gefährdet“.[6]
    - Verticordia lindleyi Schauer: Sie kommt mit zwei Varietäten nur in Western Australia vor.[5]
    - Verticordia luteola A.S.George: Sie kommt mit zwei Varietäten nur in Western Australia vor.[5]
    - Verticordia mitodes A.S.George: Sie kommt nur in Western Australia vor.[5]
    - Verticordia paludosa A.S.George: Sie kommt nur in Western Australia vor.[5]
    - Verticordia pennigera Endl.: Sie kommt nur in Western Australia vor.[5]
    - Verticordia pholidophylla F.Muell.: Sie kommt nur in Western Australia vor.[5]
    - Verticordia spicata F.Muell.: Sie kommt mit zwei Varietäten nur in Western Australia vor.[5]
    - Verticordia tumida A.S.George: Sie kommt mit zwei Varietäten nur in Western Australia vor.[5]
    - Verticordia wonganensis A.S.George: Sie kommt nur in Western Australia vor.[5]

  - Verticordia Sektion Corynatoca A.S.George: Sie enthält nur eine Art:
    - Verticordia ovalifolia Meisn.: Sie kommt nur in Western Australia vor.[5]

  - Verticordia Sektion Pennuligerae Meisn.
    - Verticordia aereiflora Eliz.George & A.S.George: Sie kommt nur in Western Australia vor.[5]
    - Verticordia albida A.S.George: Sie kommt nur in Western Australia vor.[5] Sie gilt als „Endangered“ = „stark gefährdet“.[6]
    - Verticordia argentea A.S.George: Sie kommt nur in Western Australia vor.[5]
    - Verticordia chrysostachys Meisn.: Sie kommt mit zwei Varietäten nur in Western Australia vor.[5]
    - Verticordia comosa A.S.George: Sie kommt nur in Western Australia vor.[5]
    - Verticordia dichroma A.S.George: Sie kommt mit zwei Varietäten nur in Western Australia vor.[5]
    - Verticordia etheliana C.A.Gardner: Sie kommt mit zwei Varietäten nur in Western Australia vor.[5]
    - Verticordia ×eurardyensis Eliz.George & A.S.George: Sie kommt nur in Western Australia vor.[5]
    - Verticordia forrestii F.Muell.: Sie kommt nur in Western Australia vor.[5]
    - Verticordia fragrans A.S.George: Sie kommt nur in Western Australia vor.[5]
    - Verticordia grandis J.Drumm.: Sie kommt nur in Western Australia vor.[5]
    - Verticordia lepidophylla F.Muell.: Sie kommt mit zwei Varietäten nur in Western Australia vor.[5]
    - Verticordia muelleriana E.Pritz.: Sie kommt mit zwei Varietäten nur in Western Australia vor.[5]
    - Verticordia oculata Meisn.: Sie kommt nur in Western Australia vor.[5]
    - Verticordia serotina A.S.George: Sie kommt nur in Western Australia vor.[5]
    - Verticordia venusta A.S.George: Sie kommt nur in Western Australia vor.[5]